# Cylindrotettix obscurus
Cylindrotettix obscurus is een rechtvleugelig insect uit de familie veldsprinkhanen (Acrididae). De wetenschappelijke naam van deze soort is voor het eerst geldig gepubliceerd in 1827 door Thunberg.